# Полицейско управление на Сан Франциско
Полицейското управление на Сан Франциско (на английски: San Francisco Police Department, SFPD) е отговорно за поддържането на реда в град-окръг Сан Франциско. Полицейското управление е започнало дейността си на 13 август 1849 г. по време на Калифорнийската златна треска. През 1898 г. управлението се реорганизира и се превръща в модерен полицейски отряд. Полицейското управление е съставено от над 2000 полицая.